# Sheng-Yen
Sheng-Yen (聖嚴; Pinyin: Shèngyán, imię świeckie Zhang Baokang, 張寳康) – chiński mnich buddyjski, uczony buddyjski (PhD) i jednym z najbardziej wpływowych nauczycieli buddyzmu chan (zen w tradycji japońskiej). Był spadkobiercą dwóch głównych szkół buddyjskich: caodong (jap. sōtō) oraz linji (jap. rinzai). W linii przekazu od Linji (zm. 866) mistrza chan ery Tang i założyciela szkoły linji Sheng Yen był 57 spadkobiercą oraz 3 spadkobiercą w linii przekazu od współczesnego patriarchy mistrza chan Xu Yuna. W linii nauczania szkoły caodong (jap. sōtō), Sheng Yen był 52 spadkobiercą mistrza chan Dongshan Liangjie (ur. 807, zm. 869), założyciela szkoły caodong.
Sheng Yen był założycielem Dharma Drum Mountain, organizacji buddyjskiej na Tajwanie. Jego styl nauczania osadzony w tradycji, dogłębnej wiedzy akademickiej oraz osobistych doświadczeniach duchowych był szczególnie dostosowany do nauczania buddyzmu w obecnych czasach. Na Tajwanie, gdzie mieszkał był uważany za jednego czterech z najważniejszych mistrzów chan obok Hsing Yuna, Cheng Yena i Wei Chueh. W 2000 roku był uczestnikiem Forum Pokojowego Światowej Rady Przywódców Religijnych przy ONZ.

## Życiorys
Urodził się niedaleko Szanghaju. W wieku 13 lat został mnichem. Z powodu prześladowań religijnych w 1949 roku udał się na Tajwan, gdzie został zmobilizowany do wojska. Po odbyciu 10 letniej służby wojskowej 1959 roku powrócił do życia mnicha, by od 1961 do 1968 przebywać na odosobnieniu na południu Tajwanu. W 1971 roku uzyskał tytuł magistra, a po kolejnych 4 latach w 1975 roku doktora (PhD) w zakresie literatury buddyjskiej na Uniwersytecie Rissho w Japonii.
W 1979 roku został opatem klasztoru Nongchan w Beitou. W 1980 roku założycielem Instytutu Kultury Buddyjskiej Chung-Hwa w Nowym Jorku. W 1985 założył Instytut Studiów Buddyjskich Chung-Hwa w Tajpej. W 1989 roku międzynarodową fundację edukacyjną i kulturalną Dharma Drum Mountain. Od 1975 roku nauczał w Stanach Zjednoczonych tworząc w Nowym Jorku na Queens Ośrodek Medytacyjny. W 1995 roku założył Ośrodek Odosobnień Medytacyjnych w Pine Bush koło Nowego Jorku. Podczas swoich podróży odwiedzał wiele krajów w Europie i Azji tworząc w ten sposób pomost pomiędzy tradycjami Wschodu i Zachodu oraz propagując Dharmę na Zachodzie. Był znany jako zręczny nauczyciel, który pomógł osiągnąć przebudzenie swoim uczniom. Sheng Yen przekazał pozwolenie nauczania kilku swoim świeckim uczniom na Zachodzie, między innymi Johnowi Crookowi, który następnie wraz z Simonem Childem, Maxem Kalinem i Zarko Andriceviciem założyli organizację Stowarzyszenie Zachodniego Chan. W ostatnich latach swojego życia mimo kłopotów zdrowotnych Sheng Yen aktywnie prowadził wykłady i odosobnienia na Tajwanie. Odmówił przeszczepu nerki, twierdząc, że nie oczekuje długiego życia i woli raczej dać szansę przeszczepu komuś, kto tego potrzebuje bardziej.

### Śmierć
Sheng Yen zmarł z powodu niewydolności nerek 3 lutego 2009 roku podczas powrotu ze szpitala National Taiwan University Hospital w Tajpej. W zgodzie z zasadami liczenia lat (East Asian age reckoning) organizacja Dharma Drum Mountain potwierdza, że Mistrz Sheng Yen zmarł w wieku 80 lat. Według kalendarza zachodniego przyjmuje się, że Sheng Yen żył 79 lat. Zmarłemu hołd złożyli prezydent Tajwanu Ma Ying-jeou i jego zastępca Vincent Siew, przewodnicząca DPP Tsai Ing-wen, aktor, trener i mistrz Wushu Jet Li oraz aktorka Brigitte Lin.
W swojej ostatniej woli Sheng Yen zastrzegł, by nie prowadzano wystawnych ceremonii pogrzebowych oraz by nie stawiano pomników. Ciało Sheng Yena zostało poddane kremacji na terenie ogrodu Life Memorial Garden w pobliżu świątyni. Jego prochy, podzielone na pięć części, przekazano na ręce opata klasztoru, starszych uczniów, prezydenta, wiceprezydenta oraz świeckich. Po śmierci Sheng Yena na terenie klasztoru Dharma Drum Mountain spadł ulewny deszcz.

## Spadkobiercy Dharmy
W linii Mistrza Sheng Yena spadkobierca Dharmy otrzymuje przekaz Dharmy na podstawie jej lub jego bezinteresownemu wkładowi w rozwój organizacji Dharma Drum Mountain oraz osobistemu doświadczeniu w chan. Tylko kilku z nich otrzymali inka, to jest pieczęć potwierdzenia doświadczenia Własnej Natury. Kilku z uczniów otrzymali Inka, ale nie otrzymali przekazu Dharmy przez śmiercią Sheng Yena. Nie wszyscy spadkobiercy Dharmy są wykwalifikowani, by służyć przewodnictwem innym w praktyce chan, ale jedynie ci, których otrzymali Inka.
Poniżej jest lista osób, zarówno kobiet i mężczyzn, którzy otrzymali przekaz Dharmy.
- Chi Chern
- Guo Dong
- Guo Yuan
- John Crook
- Simon Child
- Max Kalin
- Zarko Andricevic
- Huimin
- Guo Ru
- Guo Xing
- Guo Jun
- Guo Kuang
- Guo Yi
- Guo Zhao
- Gilbert Gutierrez

## Osoby, które otrzymały Inka
- Chi Chern
- Guo Yuan
- John Crook
- Simon Child
- Max Kalin
- Zarko Andricevic
- Guo Ru
- Gilbert Gutierrez
- Guo Gu

## Publikacje
W kolejności alfabetycznej:
- Sheng Yen, Attaining the Way: A Guide to the Practice of Chan Buddhism. Shambhala Publications, 2006. ISBN 978-1-59030-372-6.
- Sheng Yen, Bęben Dharmy. Istota i codzienność praktyki czan. Warszawa: Pracownia Autorska Domy Polskie, 2000. ISBN 83-906909-1-8.
- Sheng Yen, Complete Enlightenment – Zen Comments on the Sutra of Complete Enlightenment. Shambhala Publications, 1998. ISBN 978-1-57062-400-1.
- Sheng Yen, Dharma Drum: The Life & Heart of Ch’an Practice. Shambhala Publications, 2006. ISBN 978-1-59030-396-2.
- Sheng Yen, Faith in Mind: A Guide to Chan Practice. Dharma Publishing, 1987. ISBN 978-0-9609854-2-5.
- Sheng Yen, Getting the Buddha Mind: On the Practice of Chan Retreat. North Atlantic Books, 2005. ISBN 978-1-55643-526-3.
- Sheng Yen and Dan Stevenson, Hoofprint of the Ox: Principles of the Chan Buddhist Path As Taught by a Modern Chinese Master. Oxford University Press, 2002. ISBN 0-19-515248-4.
- Sheng Yen (ed. John Crook), Illuminating Silence: The Practice of Chinese Zen. Watkins, 2002. ISBN 1-84293-031-1.
- Sheng Yen, Orthodox Chinese Buddhism. Dharma Drum, 2007. ISBN 1-55643-657-2. Online text
- Sheng Yen, Osiąganie umysłu Buddy. Warszawa: Pracownia Autorska Domy Polskie, 1998. ISBN 83-906909-2-6.
- Sheng Yen, Ox-herding at Morgan’s Bay. Dharma Drum, 1988. ISBN 0-9609854-3-3.
- Sheng Yen, Rozświetlanie ciszy. Mowy Mistrza Szeng-jena z odosobnień czan. Warszawa: Pracownia Autorska Domy Polskie, 1999. ISBN 83-906909-4-2.
- Sheng Yen, Setting in Motion the Dharma Wheel. Dharma Drum Publications, 2000. ASIN B001HPIU4K.
- Sheng Yen, Shattering the Great Doubt: The Chan Practice of Huatou. Shambhala, 2009. ISBN 978-1-59030-621-5.
- Sheng Yen, Song of Mind: Wisdom from the Zen Classic Xin Ming. Shambhala, 2004. ISBN 1-59030-140-4.
- Sheng Yen, Subtle Wisdom: Understanding Suffering, Cultivating Compassion Through Ch’an Buddhism. Image, 1999. ISBN 978-0-385-48045-1.
- Sheng Yen, The Infinite Mirror: Commentaries on Two Chan Classics. Shambala, 2006. ISBN 978-1-59030-398-6.
- Sheng Yen, The Method of No-Method: The Chan Practice of Silent Illumination. Shambhala, 2008. ISBN 1-59030-575-2.
- Sheng Yen, The Poetry of Enlightenment: Poems by Ancient Chan Masters. Shambala, 2006. ISBN 978-1-59030-399-3.
- Sheng Yen, The Six Paramitas: Perfections of the Budhisattva path, a commentary. Dharma Drum, 2002. ASIN B0006S8EYU.
- Sheng Yen, The Sword of Wisdom: A Commentary on the Song of Enlightenment. North Atlantic Books, 2002. ISBN 978-1-55643-428-0.
- Sheng Yen, There Is No Suffering: A Commentary on the Heart Sutra. Dharma Drum, 2002. ISBN 1-55643-385-9.
- Sheng Yen, Zen Wisdom. North Atlantic Books, 2002. ISBN 978-1-55643-386-3.

Autobiografia:
- Sheng Yen, Footprints in the Snow: The Autobiography of a Chinese Buddhist Monk. Doubleday Religion, 2008. ISBN 978-0-385-51330-2.